# União São João Esporte Clube
L'União São João Esporte Clube, normalment anomenat União São João, és un club de futbol brasiler de la ciutat d'Araras a l'estat de São Paulo.

## Història
El 14 de gener de 1981, fou fundat el club per Hermínio Ometto, qui era propietari d'Usina São João. El 1987 guanyà el Campionat Paulista de segona divisió derrotant a la final el São José i ascendí a la primera divisió. El 1988 guanyà la tercera divisió brasilera i ascendí a segona. El 1993 ascendí a la primera divisió brasilera. El 1995 perdé la categoria baixant a segona divisió. El 1996 guanyà la segona divisió brasilera de futbol, vencent a la fase final América de Natal, Náutico i Londrina, ascendint novament a la Série A. La següent temporada descendí novament.

## Palmarès
- Segona Divisió brasilera de futbol:
  - 1996
- Tercera Divisió brasilera de futbol:
  - 1988
- Campionat paulista Série A2:
  - 1987

## Jugadors destacats
- Éder
- Léo
- Luan
- Roberto Carlos
- Rogério
- Velloso

## Estadi
União São João juga els seus partits a Herminião amb una capacitat de 22.000 espectadors. El seu nom oficial és Estádio Hermínio Ometto.